# Renigunta
Renigunta est une ville du district de Chittoor de l'État indien d'Andhra Pradesh. 
C'est une banlieue de la ville de Tirupati et le siège du mandal de Reniguntal.

## Transports
Le train Dibrugarh-Kânyâkumârî Vivek Express qui relie Dibrugarh, dans l'Assam, à Kânyâkumârî, au Tamil Nadu, fait un arrêt dans la ville.